# Локална заједница
Локална заједница је појам који укључује одређену територијалну целину, у којој грађани, посредством властитих и заједничких ресурса, задовољавају највећи део својих животних потреба и решавају своје животне проблеме. То укључује и одговарајуће институције и мрежу институција које, у спрези са становништвом, чине мање или више чврсту и трајну везу међусобних односа, узајамности и разноликости облика живота. На основу солидарности и узајамности, могу се развити специфични начини живота који локалној заједници дају посебне квалитете и могу их разликовати од других. Као негативна последица може се јавити изолованост и затвореност неких локалних заједница и стварање „гета” као супротности основним циљевима обогаћивања мреже контаката и сарадње.
Локална заједница је по својој природи  је већа од породице или једног домаћинства. Она се може односити на различите локалитете попут друштвених јединица комшилука, насеља, села, дела града, града, општине... и одликује је осећај припадности коју њени становници развијају. 
Што је заједница већа јединица то је више одликује хетерогеност и може садржати различите заједнице унутар једне шире целине.
Заједницу чине појединци који деле заједничке потребе, ресурсе, али и колективну одговорност да се брину о својој заједници и остварују заједничке циљеве. Заједница није прост скуп појединаца већ је првенствено усмерена на везе међу њима и шира је организована друштвена целина која се може односити и на људе који нису физички присутни, али са којима се остварују интеракције попут родбине, пријатеља и слично. Чланови заједнице могу бити и физички мобилни због миграција, сезонског посла и других разлога.  Границе локалне заједнице нису толико јасно дефинисане, а посебно у дигиталном добу и олакшаним могућностима за комуникацију и интеракцију.
Заједница се односи на друштвене интеракције и организовање изван професионалних и формално организованих структура попут институција, али исто тако људи који представљају институције, удружења, бизнис, медије су подједнако чланови заједнице и деле заједнички интересе. Једна локална заједница  обично поседује и ресурсе који су јавна добра попут животне средине и воде, ваздуха,шума и других природних ресурса као и јавних простора, културног наслеђа, инфраструктуре и других.

## Примена данас
Појам заједнице је у доста широкој употреби и користи се за разноврсне друштвене целине. Осим његове дефиниције и теорија које се највише обрађују у социологији, политичким наукама али и другим наукама овај појам има широку практичну примену. Он се користи у политици и државној управи, у цивилном сектору, религији па све до најшире примене у свакодневном животу и пословању.

## Типови и врсте
Локалне заједнице се у односу на величину или специфичност могу разлагати на више различитих друштвених јединица. Уколико су заједнице велике урбана места попут градова оне могу бити хетерогене и самим тим садржати више различитих заједница унутар једне шире целине. На пример, у једном великом граду заједнице се могу формирати око мањих места на којима успостављају интеракције и деле неке заједничке циљеве, било да је то одређени део града или комшилук. Што су границе заједнице шире то постоји више различитости унутар ње те се људи организују према својим  циљевима, вредностима, религији, идентитету попут нпр. етничких група, професионалних заједница, јеврејске заједнице, ЛГБТ заједница и слично.  Људи се могу организовати и у дигиталном простору што брише границе физичких локација те се све више говори о твитер заједници и сличним феноменима.
Оно што заједницу одликује је култура заједнице те самим тим заједница има различите димензије:
Технолошка димензија се тиче њеног капитала било да су у питању средства или вештине и начини бављења физичким окружењем.
Економска димензија су њени различити начини и средства за производњу, као и издвајање корисних и оскудних роба и услуга било да је то кроз давање поклона, обавезе, трампе, на тржишту трговине или државних издвајања.
Политичка димензија су њени различити начини и средства расподеле моћи, утицаја и одлучивања.
Социјална или институционална димензија заједнице је сачињена од начина на које људи делују, комуницирају једни међу другима, реагују и очекују једни друге да се понашају и буду у интеракцији.
Естетска / вредносна димензија заједнице је структура идеја, понекад парадоксална, недоследна или контрадикторна, које имају о добром и лошем, о лепом и ружном и око исправног и погрешног, која су оправдања које људи наводе да објасне своје акције.
Веровања / Идејне димензије културе (светски поглед) је још једна структура идеја, понекад контрадикторна, које људи имају о природи свемира, свету око њих, њихове улоге у њему, и природе времена, ствари и понашања.

## Отворена питања
Све већа друштвена мобилност, савремена технологија, али и пренасељеност урбаних целина попут градова и мегалополиса чини да појам локалне заједнице буде све растегљивији и да обухвата разноврсна значења, самим тим појам локалне заједнице није исцрпан и може се допуњавати и прилагођавати  савременим приликама.